# Kalpjärvi
Kalpjärvi är en sjö i kommunen Puumala i landskapet Södra Savolax i Finland. Sjön ligger 90,9 meter över havet. Arean är 67 hektar och strandlinjen är 7,89 kilometer lång. Sjön  ingår i Vuoksens huvudavrinningsområde.   Den ligger omkring 40 kilometer öster om S:t Michel och omkring 230 kilometer nordöst om Helsingfors. 